# Diana Ross
Diana Ross (Diane Ernestine Earle Ross) (Detroit, Michigan, 26. ožujka 1944.), američka soul, R&B i pop pjevačica, te glumica
Ross je deset godina bila prvi vokal skupine The Supremes, koja zbog iznimne Rossine popularnosti mijenja ime u Diana Ross and the Supremes. 
Godine 1969. Ross otpočinje solo karijeru.
Nominacija za Oscara donijela joj je glavna uloga u filmu "Lady Sings the Blues". Filmovi "Mahogany" i "Čarobnjak iz Oza" imali su manje uspjeha.